# Apanteles lyridice
Apanteles lyridice är en stekelart som beskrevs av Nixon 1965. Apanteles lyridice ingår i släktet Apanteles och familjen bracksteklar. Inga underarter finns listade i Catalogue of Life.